# Rimski misal
Rímski misál (tudi samo Misál ali poslovenjeno Mašna knjiga) je knjiga, ki vsebuje mašne molitve Rimskokatoliške Cerkve.
Knjige z mašnimi molitvami so bile v začetku precej neenotne. Na Tridentinskem koncilu so sprejeli odločitev, da je treba mašne knjige poenotiti. Na podlagi te odločitve je leta 1570 papež Pij V. izdal prvi enotni Rimski misal, ki je nadomestil različne prej veljavne lokalne mašne knjige. Ta Misal je ostal (z manjšimi popravki) v veljavi do sredine 20. stoletja.
Po Drugem vatikanskem koncilu je prišlo do večjih sprememb v redu svete maše. Prenovljeni Rimski misal je 
izdal papež Pavel VI. leta 1969, v veljavo pa je stopil leta 1970. Druga izdaja je izšla leta 1975.
Papež Janez Pavel II. je leta 2000 odobril tretjo verzijo novega Rimskega misala, ki je stopila v veljavo leta 2002 - to je zdaj uradna mašna knjiga Rimskokatoliške Cerkve.
Besedilo Misala se deli na nigrike in rubrike. Izraz nigrika izvira iz latinske besede niger = črn in označuje črno napisana besedila, ki jih mora duhovnik prebrati dobesedno: molitve, speve, ipd. Izraz rubrika izvira iz latinske besede ruber = rdeč in označuje rdeče napisane komentarje in navodila, ki jih duhovnik pri maši ne prebere, ampak samo razlagajo, kako je treba izvajati določeno bogoslužno opravilo. 